# Biserica Nașterea Maicii Domnului din Prilog
Biserica Nașterea Maicii Domnului este un lăcaș de cult, monument istoric, aflat în satul Prilog, Satu Mare, comuna Orașu Nou.

## Istoricul satului Prilog
Satul Prilog este așezat pe două coline paralele și împărțit pe patru ulițe, două câte două, paralele și simetrice. Este singurul sat din Țara Oașului majoritar etnic românesc, așezat intre două comune cu populație preponderent maghiară; și anume, Orașul-Nou și Remetea-Oaș. Pământul Prilogului este fertil și bogat in cereale, vestit pentru grâul său in întreg Ținutul Oașului, fapt pentru care în timpul Imperiului Austro-Ungar s-a vrut și o colonizare cu etnici maghiari aduși din prin alte locuri.
Într-un zapis dinainte de 1270 se face pomenire de satele Prilog si Vama, ca datând chiar dinainte de acest an. Maghiarii din Orașul-Nou și Remetea-Oaș au fost colonizați aici încă din timpuri mai vechi, în locuri unde terenul a fost mai bun pentru agricultură. Ei au venit aici din secolul al XII-lea de la Tisa, așezați cât mai aproape de drumul țării, care și atunci făcea legătura dintre Satu Mare și Sighet. 
La început satul a fost răspândit pe coclauri fără să fie așezat, organizat, in jurul acestor două coline. Și astăzi mai sunt case răspândite, unele poate rămase de atunci. Cei mai bătrâni, și aceasta găsim consemnat în cronica parohială greco-catolică întocmită în 1932, mărturiseau că poziția geografică a satului era alta, fiind așezat în fața dealului dinaintea casei parohiale unite numită "Hodăi" și ulterior s-a tras între aceste două coline. Satul fiind așezat pe un deal lipsit oarecum de apă, a ajuns în folclorul local,  mai ales a celor din comunele vecine, cu țâpuritura, rămasă de-a lungul anilor in gura locuitorilor: «Nu mă da mamă-n Prilog / Nu-i nici apă, nu-i nici foc/ Nici făină de un coc…». Locuitorii fiind nevoiți să meargă chiar la depărtare de 1 Km după apa de băut. La fel și lipsa de lemne se face simțită in acest sat.
În anul 1967 satul avea o populație mixtă din punct de vedere etnic, unde românii (de religie ortodoxă) erau 1560 suflete organizate în 350 familii (745 de bărbați și 815 de femei). Azi satul are un total de aproximativ 650 de suflete (ortodocși), 35 greco-catolici și filia Prilog-Vii cu 98 de suflete (ortodocși).
Obiceiul si portul din vechime s-a păstrat până aproape de zilele noastre la țăranii din sat, bărbații purtând părul tăiat pe frunte, se îmbrăcau iarna cu gube si cioareci, vara cu gaci și cămașă din pânză de casă din cânepă, iar femeile cu cămeși scurte și fuste punându-și renumitele ,,zădii,, și îmbrobodite cu marame legate peste părul făcut coc. Astăzi din păcate, s-a ajuns să se piardă din portul vechi, atât la bărbați, cât și la femeile mai tinere. În 1907 profesorul I. A. Candrea sintetiza astfel observațiile sale cu privire la firea locuitorilor din Țara Oașului: ,,Oșanul pe cât e de blând, pe atât e de iute la mânie. Cuțitul de care nu se desparte niciodată, fie pus in straiță, in tașcă sau la brâu, e ușor scos la iveală și deseori se întâmplau omoruri, mai cu seama în zile de sărbătoare când s-au golit câteva sticle de pălincă mai mult. Sunt foarte mândri și încrezători în sine. Ți se adresează cu <tu> și <tine>, rareori și numai către cei străini se adresează cu <dumneata>. Țin la obiceiurile și portul lor și sunt renumiți pentru conservatorismul lor; n-au adoptat nici un joc, nici un cântec de la alții, așa că au o singură horă, un singur danț și o singură melodie." Negru pe alb I.A. Candrea subliniază că aceștia "țin la obiceiurile și portul lor". Locuitorii au rămas aceaiași peste ani, păstrându-și obiceiurile si portul lor, in special la cei mai in vârstă. Astfel, "tăt oșanul poartă gaci/ moștenire de la daci/ părul nu trabă tuns/ numai rătunzat și uns". Totuși viața satului se schimbă necontenit. In 1948, biserica satului, greco-catolică este interzisă de către noile autorități couniste de la București și dată spre folosință Bisericii Ortodoxe Române. pÎn primăvara anului 1962 are loc cooperativizarea agricolă a întregului sat. După evenimentele din 1989 oamenii si-au recuperat terenurile, însă astăzi, din păcate, multe rămânând necultivate din lipsa oamenilor care se le lucreze.

## Viața și istoria bisericii din Prilog. Parohia și biserica veche cu hramul "Nașterea Maicii Domnului"
Date precise de când datează o parohie în sat încă nu se cunosc, însă pe la mijlocul veacului al XVIII-lea ca multe alte parohii unite vecine, comunitatea greco-catolică din Prilog apare ca activă. Mai înainte poate să fi fost filie la o alta parohie mai mare, cum a aparținut administrativ in vremurile mai vechi de loclalitatea Vama. La început a aparținut Episcopiei Unite Rutene a Muncaciului, după care din 1853, anul înființării Episcopiei greco-catolice a Gherlei - episcopie românească -  a trecut sub jurisdicția acesteia, având ca prim episcop pe Ioan Alexi. Cu data de 15 august 1932 înființându-se Episcopia greco-catolică a Maramureșului cu sediul la Baia-Mare, având ca prim episcop pe Alexandru Rusu (episcop-martir mort pentru credință în 1963 la închisoarea din Gherla, beatificat în 2019 de către Papa Francisc la Blaj), parohia Prilog a fost trecută aici, făcând parte organică din aceasta până în anul 1948, anul interzicerii Bisericii Greco-Catolice. 
Conform Șematismului Episcopiei greco-catolice a Maramureșului din 1936, Prilogul apare ca parohie veche, cu biserică din piatră cu hramul Nașterii Preacuratei Fecioare, a cărui zidire începe în 1850, și cu o casă parohială făcută din văioage, ridicată în 1853. Matricolele parohiale sunt evidențiate consecvent din 1832, iar în 1907 este construită din lemn și școala confesională.
Biserica si casa parohială au fost din cele mai vechi timpuri așezate aici, înconjurate de cimitirul vechi al satului. Se spune că au fost găsite mai multe oseminte umane cu ocazia zidirii pivniței la casa veche parohială, sub pastoratia preotului greco-catolic Ioan Pop Lemeny. Precum și mai aproape de zilele noastre, au fost descoperite oseminte și sicrie ale înaintașilor cu ocazia zidirii noii case parohiale ortodoxe, în 1956, sub preotul Constantin Ioniță. In vremurile vechi casa parohială a fost mai spre apus, la ceva distnață, mai mică, față de poziția actuală a casei parohiale ortodoxe. Noua casa parohială  a fost făcuta in 1956, fiind zidită, aproximativ, în același loc, unde a fost cea dinaintea ei, greco-catolică. In anul 1983-1984 sub preotul Ioan Pop s-a reconstruit noua casă parohială, din cărămidă. Biserica veche de dinainte de 1850, făcută din lemn, a fost după casa parohială, pe dâmbușorul ce apare astăzi sădit cu pomi.
Biserica actuală e zidită din piatră, in forma de navă, si a fost ridicată între anii 1850-1864. Piatra fundamentală a vechii biserici greco-catolice din Prilog a fost pusă în 26 aprilie 1850, preot paroh fiind Ioan Pop, care nu a apucat terminarea zidirii lăcașului de cult ctitorit de el. Tot sub acest paroh a fost începută și construcția noi case parohiale, a doua in ordinea cunoașterii, a treia fiind actuala casa parohiala, ortodoxă, zidită din cărămidă arsă. Biserica nu s-a putut termina decât pana la acoperiș, în acest stadiu lăsând biserica Pr.Ioan Pop, la plecarea lui din viață,. Lucrărileau fost continuate de urmașul său Pr. Grigore Babiciu. Sub acest preot s-au continuat lucrările la biserică, făcându-se acoperișul cu șindrilă, tencuindu-se interiorul si fiind înzestrată cu cele de lipsă pentru servirea Sf. Liturghii - altarul fiind mai modest, cu un iconostas având doar patru icoane, două strane si două candelabre. Obiecte de cult au continuat sa fie înmulțite prin diferitele donații, iconostasul rămânând același până în anul 1863-1864, când apoi s-a ridicat altul mai rezistent (până in 1994). In acest stadiu fiind, încă fără turn, a fost binecuvântată biserica din partea unui delegat al Episcopiei unite de la Gherla in 1864, sub parohul Pr. Grigore Babiciu. După relatările, peste ani a preotului paroh greco-catolic Pr. Titu Borca in cronica parohiala din 1932, nu s-a păstrat nici un document de la acea dată. Informația in legătură cu binecuvântarea bisericii a putut fi culeasă de la Talpoș Iacob – Nemeșul, pe atunci fiind fecior de 14-15 ani care își aducea aminte că evenimentul a avut loc intre anii 1863-1864, după cum consemnează preotul Titu Borca in cronica citată. Tot acum, continuă preotul Borca, a fost ridicată si crucea cu Răstignirea Domnului din fata bisericii, sfințită odată cu  binecuvântarea bisericii. Pe cruce apărea mențiunea cu sfințirea din anul 1864. Răstignire care a fost înlocuită in anul 1933 cu o altă cruce, prin donația credincioșilor Ioan Feher lui Iacob si Ioan Fabian lui Dumitru, in amintirea celor 1900 de ani de la răstignirea Domnului Nostru Iisus Christos/cronica parohiei Prilog inv.nr.264.  
Condeiul preotului Titu Borca dă mărturie despre activitatea lui si despre lucrările executate la biserica. Pentru strângerea fondului necesar lucrărilor ce urmau sa se execute la biserica, menționează in cronica citată sus-numitul preot, s-au vândut 900 bucăți lemne din pădurea bisericii un preț de 90.000 lei,precum si pădurea de la jugăre primita prin reforma agrara cu alte 90.000 lei,in total ajungându-se la suma de 180.000 lei. Planul de zidire a turnului si de transformare a bisericii la făcut arhitectul Iuliu Bredei din Satu-Mare. Lucrările s-au început in 15 august 1934,lucrând la zidărie George Oșanu in calitate de antreprenor,Ludovic Lazim tinichigiu si Alexandru Senti lemnar,toți din Seini. Cu suma de 180.000 lei s-a ridicat turnul in roșu, s-au pus burlanele la biserica,s-a făcut corul si baza de beton la începutul pârtilor de la turn in suma de cca. 60.000 lei. Crucea in vârful turnului s-a ridicat in ziua de 14 octombrie 1934 sfințita de subsemnatul /preot Titu Borca/fiind duminica IV după Înălțarea Sfintei Cruci. Lucrările in mare (e vorba de turn numai in roșu) s-au terminat in 16 decembrie 1934 in deficit de cca. 16-18.000 lei .......Ne primind nici un ajutor am fost nevoit a recurge la o colecta benevola in sinul credincioșilor din localitate ca lucrările începute la biserica sa le termin ......Șirul colectiv l-a deschis dl. dr.Ilie Barbul avocat in Satu Mare cu suma de 5.000 lei........pe urmă a continuat colecta preotul local care face aceste însemnări /pr. Titu Borca/cu suma de 4.000 lei urmând câțiva credincioși cu cate 1.000 lei iar restul după puteri, ridicându-se suma colectei la 40.000 lei si ceva in parohie,contribuind si credincioșii din America aparținătorii acestor împrejurimi cu 5.684 lei,iar cei din jur adică credincioșii din Viile Prilog,Livada,Orasu-Nou si Mediesi cu 5.232 lei. Având aceasta suma,la dispoziție am putut termina tencuiala turnului cat si reparațiile bisericii atât in interior cat si in exterior. După puterile avute am zugrăvit interiorul bisericii împodobind-o după posibilități...."Cronica parohială citată /.-
Lucrările s-au terminat in 20 octombrie 1935 si s-a făcut binecuvântarea bisericii,fiind delegat al episcopiei din Baia Mare preotul Ludovic Vida canonic la Baia Mare,asistat fiind de preoții:Gheorghe Anderco protopop al Tarii Oașului si parohia Bixad,preot Augustin Pop ieromonah Mănăstirea Bixad,preot Ioan Androd paroh Racșa, preot Vasile Erdos paroh Lechința, preot Gheorghe Coman, paroh în Vama si parohul locului. Pt. Titu Borca. După terminarea acestor lucrări nu s-au mai făcut nici un fel de reparații la biserica parohiala,pana mult mai târziu când vom reveni asupra renovărilor făcute.
Casa parohiala veche a fost acoperita cu eternit in timpul pastorației preotului  A. Baban si tot in timpul pastorației sale s-a zidit in grajd la casa parohiala/care avea sa fie vândut in 1961 zidit cu cel mai mare ajutor partea preotului A. Baban/. Renovări mai mici la biserica, ca văruire, s-au făcut in timpul pastorației preotului Gheorghe Pop. Tot in timpul lui s-a ridicat la 10 iunie 1948 un monument din piatră neagră (așezat cu fața spre ușa bisericii) în cinstea eroilor căzuți pe câmpul de luptă in timpul celor două războaie mondiale.  
Biserica are patru clopote: unul din 1882 și trei din 1929, toate așezate în turnul bisericii.

## Parohia ortodoxă, înființată după 1948
Parohia ortodoxă din Prilog ființează doar după 1948 și cuprinde satul Prilog, unde este și parohia-vatră (adică, vechea parohie greco-catolică până în 1948 - anul când a fost interzisă Biserica Română Unită), la care se adaugă mai nou filiile Orașul-Nou, Remetea-Oaș cu câteva familii de români ortodocși, precum și cei din Prilog-Vii.
In 1958 s-au făcut ferestrele din metal la turnul bisericii si s-a reparat paratrăsnetul, însă edificiul bisericii fiind neglijat a început sa se crape si necesita reparații urgente si capitale. Astfel in 1961, după multe discuții si taraganari, din partea consiliului si adunării parohiale ortodoxe (descrise in cronica parohială), se ajunge la concluzia ca este absolut necesar a se construi două contraforturi, in coltul de nord-vest al bisericii, acolo unde zidul amenința cu prăbușirea, pentru a se împiedica această catastrofăa. Preot in acea vreme a parohiei Prilog era Pr. Pericle Năstase, care are deosebitul merit de a lamuri si începe lucrările de renovare a bisericii parohiale, demers care daca nu era început, nu se știe când, dar mai ales in ce împrejurimi ar mai fi fost motivat. Moralul credincioșilor ar fi scăzut si cu multă greutate s-ar fi putut ajunge sa fie convinși sa contribuie la reparații, ținând seama si de faptul că atunci lucrările ar fi costat cu mult mai mult. După transferarea preotului Năstase Pericle la Tur, lucrările au stagnat, urmașul său preotul Vasile Pitura fiind un slab gospodar. Lucrările aveau sa fie reluate numai după venirea in parohie a preotului Dionisie Cornic, când au avut loc reparații capitale ale bisericii parohiale. Astfel, in 1963, s-au făcut lucrări importante de zidărie executate de Cooperativa Meșterii Oașului din Negrești, execuției aflată sub controlul tehnicianului Bălan. Pe exterior, după ce s-a dat jos toata tencuiala veche, aplicându-se o alta noua stropindu-se cu ciment. Și in interior s-a dat jos tencuiala  veche si s-a zugrăvit din nou, peste care a venit noua picutură realizată de artistul bisericesc Nicolae Popa din Curtea de Argeș. In timpul păstoririi preotului Ioan Pop s-au făcut lucrări capitale de consolidare si subzidire, tencuindu-se in terasit si pregătită in interior pentru pictura in fresca bizantină intre anii 1988-1992. 
Actul resfințirii bisericii parohiale a avut loc in luna mai 1965 făcut de P.S. Episcop Valerian Zaharia al Oradiei, înconjurat de un sobor de preoți, dintre care menționăm: I.P.C. Arhim.Dr. Paul Augustin - vicar eparhial, P.C. Pr. Ioan Ursu - protopop de Negrești, P.C. Pr. Emilian Pascu - secretarul protopopiatului si paroh in Vama, P.C. Pr. Vasile Coroian - paroh in Racșa, P.C. Pr. Preicle Năstase - paroh in Tur si parohol local Pr. Dionisie Cornic, precum si diaconii veniți in suita eăiscopală. Toate lucrările s-au făcut din contribuția putinilor, dar bunilor credincioși ai parohiei Prilog, care au jertfit multe pentru repararea lăcașului lor de cult, după cum se menționează de către P.C. Pr.Emilian Pascu, secretarul protopopiatului si paroh Vama, in cronica parohială din Prilog.
In anul 1994 sub pastoratia preotului Nicolae Breban s-a repictat biserica in fresca bizantină de pictorul Gheorghe Mustață din Oradea. In 1995 s-a făcut mobilier nou, sculptat și iconostas din stejar. In anul 1996, ila  1 septembrie a fost resfințit lăcașul de cult de P.S. Iustinian, Episcop al Maramureșului si Sătmarului înconjurat de 24 preoți slujitori.

In anul 1955 primăvara sub pastoratia preotului Ionița Constantin, a fost demolata casa parohiala nr.2 si a fost ridicata actuala casa parohiala din vaioage si acoperita cu țigla, iar eternitul de pe vechea casa parohiala, completat prin cumpărare a fost mutata pe acoperișul bisericii al căruia acoperiș din șindrila era stricat si putred iar acum deja ploua in biserica. Lucrările de la casa parohiala au fost continuate si terminate sub pastoratia preotului Năstase Pericle. In anul 1966 a fost ridicat un nou grajd la casa parohiala in locul celui vândut sub preotul Năstase Pericle,si a fost acoperit cu țigla, totul făcându-se din contribuția credincioșilor. Casa parohiala veche nr.3 a fost demolata in anul 1984.
In legătură cu viața religios morala a credincioșilor, intre obiceiurile bătrânești se mențin cu toata puterea colindele de la Crăciun ,iar de praznicul Bisericii la 8 septembrie de prăznuiește cu mare fast ,cu invitați, neamuri si prieteni. Este greu de reconstituit viața spirituala si obșteasca a credincioșilor acestei parohii in primul rând ca arhiva nu a fost păstrata in condiții bune si in special pentru faptul ca in urma ordinului Comisariatului Ministerului Maghiar din 1849 a dispus nimicirea tuturor arhivelor vechi/ordinul Com.Ministr.din Casovia nr.10631 din 27 decembrie 1849 copiat in registrul pr.v.al prot.al Tarii Oașului aflat la parohia Negrești-Oaș.		    
Din contribuția credincioșilor, prin grija preotului paroh se întrețineau școlile confesionale care erau conduse de preotul paroh si cantorul bisericesc care era si invadator de unde si denumirea data cantorului bisericesc de ‚’diac’’adica ‚’om cu știința de carte’’ sau chiar ‚’scriitor de nume’’luând parte la ședințele consiliilor parohiale scriind numele membrilor care in majoritate erau neștiutori de carte. Școala era clădita in imediata  vecinătate a bisericii,edificiul ei azi nu mai exista fiind demolata clădindu-se prin grija statului o alta in mijlocul satului o alta de 8 ani.
Cu toate calamitățile care s-au abătut asupra satului, epidemiile de holera ultima in 1870-1874 foametea grozava din 1816-1820-1821-1831-184, 6mentionam:intr-un ordin circular se da voie ca in postul Crăciunului din 1846 oamenii sa poată manca si mâncare de "dulce" si sa nu postească că "tare scump este grâul ai oamenii săraci nu pot sa cumpere mâncare, din cauza secetei mari si grâul din 1816 si pana acum/1846/n-a fost așa de scump,in 1816 –100 kg. Grâul se ridica de la 4 florini la 80 florini ba mai mult se face mențiunea ca așa de mare a fost foametea in 1816 ca sa făcut faina din ceceni de porumb si din fân/prima mențiune copiata dintr-un registru al parohiei Vama a doua din informații verbale de la bătrâni, consemnări făcute in istoricul parohiei Vama/.La toate acestea se adăuga desele răzmerite împotriva asupririlor feudale, năvălirea tătarilor  ultima in 1717 cana se spune de cei bătrâni ca a fost pustiit satul, ba mai mult chiar i sa pusa foc odată cu comuna Orasu-Nou,arzând toate casele, după cum se transmite din gura in gura de la cei bătrâni, precum si cele doua războaie mondiale, dar toate acestea nu au putut nimicii fondul curat si puterea credinței strămoșești. Nici foamea din 1942,din timpul când Transilvania, partea de nord, era sub ocupație maghiara,nu poate fi uitata de locuitorii acestei comune, timp de care oamenii își aduc aminte cu multa durere de când ei si copiii lor erau nevoiți ca in loc de pâine sa mănânce așa  zisa ,,borseuca,,.		

## Clejia bisericii
Ca terenuri biserica din Prilog a avut in proprietatea ei o suprafața de 42,5258 ha, care împărțită pe ramuri de activitate ar fi: 19,3613 ha de teren arabil; 14,7022 ha de fâneață; 9,67 ha de grădini; 7,506 mp. de pășune; 7,6150 ha de păduri. Averea bisericească a fost împărțită pe sesii: sesie bisericeasca 21,8970 de ha teren; sesie preoțeasca 17,1456 ha de teren; sesie cantorală de 3, 4832 ha teren, terenuri situându-se in mai multe locuri. Pământurile au provenit din mai multe donații de la credincioși, însăși preoți fiind cei care au donat terenuri pe seama bisericii, așa cum a fost preotul A. Baban, care a lăsat gradina din fata bisericii, respectiv a casei parohiale, in folosința exclusiva a preotului titular cu scop de a servi pentru liturghii fundationale și două parastase pe an pentru odihna lui si a șotiei sale.		
După 1989 averea bisericii sa împărțit: parohiei ortodoxe s-au dat 8 ha; parohiei greco-catolice din Prilog s-au retrocedat 5 ha și 2 ha de pădure; la Prilog-Vii au fost date 3.5 ha; mănăstirii ortodoxe Portarita 2 ha. Trei cimitire exista in prezent și se află pe aceste terenuri din cele mai vechi timpuri. Cimtirul cel mai vechi se pare ca a fost lângă vechea biserica parohială.

## Preoții satului Prilog
Cercetând registrele matricole si cronica parohiei Prilog s-a putut afla șirul preoților parohiei si a administratorilor interimari, care in ordine sunt:	
 Preoții greco-catolici 
- Preot Andrei Pop – paroh dinainte de anul 1832, pana in mai 1842. Despre activitatea lui nu se cunoaște nimic. Totuși se poate vedea ca fiind preot-paroh a existat si biserica, deci o unitate parohiala bine închegata.

- Preot Teodor Roman - paroh in Vama, administrator interimar din mai 1842, până în august 1843. Acesta este preotul in timpul căruia se ridica biserica parohiala din Vama intre anii 1843-1847, tot el, fiind, presupunând, ar putea sa fie inițiatorul zidirii bisericii parohiale din Prilog, ce avea sa fie zidita in timpul pastorației celui care va urma ca preot titular paroh.

- Preot Ioan Pop - paroh din 1843 pana in 1863 Iulie. In timpul lui s-a început zidirea bisericii actuale. A fost un preot bun cu mult zel si dragoste fata de biserica, având locul de naștere în Satu-Mare, om bogat cu stare materiala buna. Din actele care se afla in arhiva parohiala reiese ca de la începutul pastorației s-a ocupat in mod serios de agendele bisericii si parohiei. Încă de timpuriu a strâns contribuția de la credincioși in vederea zidirii bisericii, căreia in 26 aprilie 1850 ii va pune piatra fundamentala poate îndrumat de preotul Teodor Roman din Vama. De astfel se poate constata ca in acești ani a existat un curent al zidirii de biserici, pentru ca sunt anii când se edificau cele mai multe biserici din Tara-Oașului. Deși nu termina lucrările de zidire a bisericii sus numitul paroh pune piatra fundamentala si casei parohiale, dar nu terminase nici o lucrare, lucrează la ambele, și fără a-și termina opera începuta in anul 1863 moare si e înmormântat in fata bisericii împreuna cu șotia lui, dar ale căror morminte nu se mai cunosc, cu toate ca a făcut o donație in bani numerar, in mod special bisericii pentru a i se îngriji mormântului si al șotiei, dar care donație se vede ca a fost uitata de parohie, care nu au prea dezvoltat cultul mormintelor, în privința îngrijirii cimitirelor si a mormintelor lăsând de dorit.

- Preot Cornel Bud paroh in Bixad - administrator parohial interimar, din luna iulie 1863, pana in luna mai 1864.

- Preot Grigore Babiciu - paroh din luna mai 1864 pana in luna februarie 1883. A continuat lucrările de la biserica pana la acoperiș,înzestrându-o cu cele necesare cultului si in 1864 a binecuvântat-o. Activitatea acestuia ,după cum reiese din cronica parohiala, a fost foarte slaba. A murit in Prilog si a fost înmormântat lângă biserică după altar

- Preot Alexandru Erdos paroh în Racșa si protopop tractual

- Preot Grigore Balint - preot ajutor în Racșa și administrator interimar parohia Prilog din februarie 1883 pana in aprilie 1884.

- Preot Ioan Pop Lemeni -  paroh din aprilie 1884 pana in august 1901. Originar din Turț, a fost un om cu stare materiala buna, fiind un preot bun care după preotul Ioan Pop a fost al doilea in seria preoților parohi care au marcat viața parohiei și a bisericii. S-a năzuit să ridice nivelul religios in parohie. Biserica, însă, a rămas neterminataă, până in 1934. Este înmormântat în comuna natală Turț.

- Preot Vasile Erdos - paroh in Racșa administrator parohial împreună cu
- Preotul Iuliu Darabant - paroh in Boinești si protopop tractual au administrat parohia din august 1901, pana in decembrie 1901.

- Preot Alexandru Dobosi - paroh din 1901, pana in luna iulie 1904, preot bun, dar care moare de tânăr, fiind înmormântat in cimitirul din Prilog, nu departe de preotul Grigore Babiciu.

- Preotul Iuliu Darabant - paroh in Boinești si interimar in Prilog din iulie 1904, pana ion decembrie 1904

- Preot Alexandru Baban - paroh din decembrie 1904, pana in luna februarie 1932. Mai înainte a fost preot ajutor in parohia din Bixad. Din banii lui a acoperit casa parohiala cu eternit si a zidit din nou grajdul parohial. Tot acum s-au cumpărat 3 clopote, iar el personal a donat pe seama bisericii o grădina. A murit in timpul Sfintei Liturghii suferind de inima si a fost înmormântat în cimitirul de lângă biserica, alături de șoția sa, preuteasa Iustina Anderco care murise in 12 februarie 1916. A înzestrat biserica cu obiecte de cult.

- Preot Alexandru Darabant - paroh in Vama a administrat interimar parohia Prilog din luna februarie 1932, pana in 29 mai 1932.

- Preot Titu Borca - paroh din 29 mai 1932, pana in 1940. A avut o pastorație rodnica. A păstorit cum mărturisește singur in cronica parohiala "energic si dictatorial" in împlinirea scopurilor bisericii. A zidit turnul la biserica din fondurile amintite in cuprinsul acestui istoric. A scris cu consecvență în cronica parohiei despre viața comunității și a bisericii din Prilog.

- Preot Aurel Setel  - paroh din 1940, pana in anul 1947. A fost preot in perioada celui de al doilea război mondial. A suferit mult din partea autorităților maghiare fiind cu domiciliul obligatoriu. În câteva rânduri a fost si arestat si bătut pentru ca era preot "român". A fost un preot bun, căutând sa întărească credința păstoriților săi. A căutat prin orice mijloace sa păstreze obiceiurile si limba româna a enoriașilor săi, în bisserică și în comunitate.

- Preot Gheorghe Buzilă - paroh in Tur, interimar pana in octombrie 1947.

- Preot Gheorghe Pop - paroh din 5 octombrie 1947, pana in martie 1953. Originar din Negrești-Oaș

 Preoții ortodocși 
- Preot Ioan Pintea - paroh in Vama, interimar din 22 martie 1953 pana in 10 mai 1953.

- Preot Iser Nistor - paroh din 10 mai 1953, pana in 7 mai 1954,un preot cu o activitate slaba.

- Preot Corodam Teodor - preot pensionar din Vama, administrator parohial ăn Prilog din 7 mai 1954, pana in 4 iulie 1954.

- Preot Constantin Ionița - paroh din 4 iulie, pana in septembrie 1956. In timpul sau s-a ridicat noua casa parohiala dărâmata in 1984. A fost un preot vechi ortodox, deși a creat unele nemulțumiri in rândul credincioșilor, nefiind rău intentionat, a rămas în aminitirea satului ca un preot bun.

- Preot Corodam Vasile -  paroh Racșa, administrator parohial din septembrie 1956, pana la 1 ianuarie 1957.

- Preot Năstase Pericle - paroh din 1 ianuarie 1957, pana la 1 iulie 1962, când a fost transferat in parohia Tur, dar a continuat sa administreze Prilogul pana in 1 august 1962. A terminat lucrările la casa parohiala, începute de Pr. Constantin Ioniță si a început renovarea bisericii parohiale. Acum s-au făcut cele doua contraforturi la biserică, consolidându-se astfel clădirea. A desfășurat o activitate rodnică pe tărâmul consolidării credinței bisericești, fiind un preot bun.

- Preot Vasile Pitura - paroh din 1 septembrie 1962, pana in 31 martie 1963, originar fiind din județul Maramureș. A fost un preot tânăr nou numit, fără experiența pastorației. Fiind ucrainean vorbea foarte slab românește , adeseori nefiind înțeles de credincioși.

- Preot Dionisie Ananie Cornic - paroh numit aici cu data de 1 aprilie 1963, zi când si preia parohia, venind din parohia Vad, Maramureș. De la preluarea Prilogului a desfășurat o activitate rodnica pe târam gospodăresc, renovând capital biserica parohiala, zugrăvind-o si pictând-o, făcând iconostasul nou (icoanele fiind pictate de pictorul Nicolae Popa din Curtea de Argeș). A făcut unele lucrări de întreținere si la casa parohiala. A depus o activitate susținuta si pe plan al consolidării credinței bisericești, iar pe plan gospodăresc, in anul 1966 a zidit noul grajd la casa parohiala. Toate acestea le-a făcut cu ajutorul credincioșilor. Preotul Dionisie Cornic a avut mult de suferit din cauza vechiului regim comunist (dar și cu concursul unor credincioși din Prilog). Cu toate ca a construit din temelie o biserica nouă, intre anii 1981-1983, unde nu a fost deloc, în Prilog–Vii, a fost obligat sa se pensioneze la 1 iulie 1983. In 2 iulie, ziua următoare, a murit subit. E înmormântat in comuna Șemlac, jud. Arad. Era născut in Basarabia. A fost un bun gospodar sădind pomi, crescând albine, a înzestrat biserica cu toate cărțile de cult in locul celor vechi uzate punând la punct și biblioteca parohială.

- Preot Pop Ioan - născut in Băbășesti a păstorit parohia Prilog intre anii 1983 - 1993. In timpul pastorației lui s-a dărâmat casa parohială nr. 3 si s-a zidit o noua casa din cărămidă, spațioasa cu pivniță și garaj. Lucrările s-au făcut intre anii 1983-1985.S-a refăcut și o mică anexă în 1988. Intre anii 1988-1992 s-au refăcut lucrări capitale de subzidire si consolidare a bisericii. S-a tencuit in terasit si s-a pregătit interiorul pentru pictura nouă, în frescă. A fost un preot harnic, silitor pe toate tărâmurile, și a reușit sa facă și un mic cor pentru a cânta la Sfânta Liturghie. S-a transferat la parohia Vama in 1 decembrie 1993, iar apoi in 1994 decembrie, în parohia Negrești-Oaș.

- Preot Nicolae Breban - originar din orașul Baia-Sprie jud. Maramureș. A venit in parohie in data de 1 decembrie 1993 din parohia istorică Geoagiul de Sus, jud. Alba de lângă mănăstirea Râmeț, unde a păstorit 5 ani. Intre anii 1994-1995 s-a pictat biserica in fresca bizantina. S-a făcut un nou iconostas din stejar, sculptat de meșterul Alexandru Marc din Seini. S-au pus icoane noi pictate cu foita aurita. In anul 1995 s-a făcut mobilierul sculptat din stejar relizat de meșterul Gheorghe Donca din Satu Nou de Sus. In anul 1996 la 1 septembrie, biserica a fost resfințită de către P.S. Iustinian, Episcop al Maramureșului si Sătmarului.

Intre anii 1998 si pana in prezent a fost înzestrata biserica cu obiecte noi de cult, vesminte noi si covoare pentru 

In patrimoniu parohia are:
```
            Biserica parohiala zidita intre anii 1855-1864,in biserica nu sunt obiecte vechi,icoanele pictându-se numai in 1963,iar celelalte nu prezintă o deosebita importanta. Icoanele sunt donate azi la muzeul mănăstirii Portărița . Cărți vechi de cult scrise cu litere chirilice,dar din care lipsește începutul neputându-se cunoaște locul tipăririi sau anul,au fost duse la fondul de carte veche din Satu-Mare.                                            
```

	Închei acest istoric întocmit pe baza puținelor documente găsite in arhiva parohiei,dar întocmit in special din cronica parohiala aflata la parohie si istoricul parohiei din 1967

### Filia Prilog-Vii, Adormirea Maicii Domnului
Ca si localitate satul Prilog Vii apare in acte in 1924 după reforma agrara. Este format din locuitori români și ruteni de limbă maghiară. Numarul de suflete este 98, iar familii 35.
Satul nu a avut biserică. In anul 1975 s-a pus o cruce și un clopot sub pastoratia preotului Anania Cornic. Intre 1981-1983 s-a zidit o biserică nouă numită in vechiul regim « casa cantora».A fost pictată in tempera dar pictura nu a durat. Biserica nu avea turla. A fost sfințită cu Sfinte Moaște de P.S.Episcop Vasile al Oradiei in 29 iulie 1984 in vremea preotului Pop Ioan. Intre anii 1993-1995 s-a zidit turla mărindu-se si biserica. A fost repictată in frescă bizantină de pictorul Pop Ioan din Prilog intre anii 2003-2004.A fost înzestrata cu obiecte de cult , veșminte noi,cărți. A fost resfințită de P.S.Episcop Iustinian al Maramureșului si Sătmarului in 18 septembrie 2005 împreuna cu un sobor de preoți din care a făcut parte si părintele Lazar Marius,consilier cultural precum si protopopul Mihai Feher. 
Satul este mic astăzi și depopulat, jumătate din populație fiind plecată la munca in străinătate. Cei rămași sunt foarte jertfelnici și atașați de Sfânta Biserică si de Mănăstirea Portărița pe care o frecventează foarte des.